# إيمي ألين
إيمي ألين (بالإنجليزية: Amy Allen)‏ هي أكاديمية وفيلسوفة أمريكية، ولدت في 1970.